# Красный Октябрь (Омская область)
Красный Октябрь — село в Черлакском районе Омской области России. Входит в состав Краснооктябрьского сельского поселения. Население 1307 чел. (2010) .

## География
Красный Октябрь находится на юге-востоке региона, в пределах Курумбельской степи, являющейся частью Чебаклы-Суминской впадины.
Абсолютная высота — 117 м над уровнем моря.

## История
Основано в 1955 году как центральная усадьба целинного совхоза «Красный Октябрь».
В соответствии с Законом Омской области от 30 июля 2004 года № 548-ОЗ «О границах и статусе муниципальных образований Омской области» село вошло в состав образованного муниципального образования «Краснооктябрьское сельское поселение».

## Население
| 2010 |
| ---- |
| 1307 |

Гендерный состав
По данным Всероссийской переписи населения 2010 года в гендерной структуре населения из 1307 человек мужчин — 633, женщин — 674	(48,4 и 51,6 % соответственно)
Национальный состав
Согласно результатам переписи 2002 года, в национальной структуре населения русские составляли 84 % от общей численности населения в 1598 чел..

## Инфраструктура
Краснооктябрьская средняя общеобразовательная школа (ул. Победы, 25).
Администрация поселения.
Развитое сельское хозяйство. Личное подсобное хозяйство.

## Транспорт
Автодорога «Красный Октябрь — Большой Атмас» (идентификационный номер 52 ОП МЗ Н-573) длиной 7,65 км..
Остановка общественного транспорта «Красный Октябрь».